# Liste des classes de sous-marins de l'United States Navy
Les sous-marins de la marine américaine sont construits en classes, en utilisant une conception unique pour un certain nombre de navires. Des variations mineures se produisent en fonction des améliorations incorporées dans la conception, les premiers navires de la classes pouvant être de caractéristiques différentes par rapport aux derniers construits ; les navires sont modifiés, parfois de manière extensive, en service, créant des écarts par rapport à la norme de classe. Cependant, en général, la plupart des navires d'une classe sont sensiblement similaires.

## Pré-Première Guerre mondiale
| Nom de la classe | Nombre | Pose de la quille | Dernière mise en service | Notes |
| ---------------- | ------ | ----------------- | ------------------------ | --- |
| Alligator        | 1      | 1861              | 1862                     | Premier sous-marin de la marine américaine. |
| Holland,         | 1      | 1896              | 1900                     | 5 autres ont été fabriqués ; seul l'Holland (SS-1) est entré dans la marine américaine car il s'agissait du premier sous-marin officiellement mis en service, acheté le 11 avril 1900. |
| Plunger,         | 7      | 1900              | 1903                     | Rebaptisé « classe A » en novembre 1911. |
| B,               | 3      | 1905              | 1907                     | Dernière classe de la série de sous-marins de type Holland. Initialement connue sous le nom de classe Viper. |
| C                | 5      | 1905              | 1910                     | Conçu par Lawrence York Spear (en). Initialement connue sous le nom de classe Octopus. |
| D                | 3      | 1908              | 1910                     | Initialement connue sous le nom de classe Narwhal. Capable de faire face à l'inondation d'un seul compartiment. |
| E                | 2      | 1909              | 1912                     | Premier sous-marin à propulsion diesel de l'US Navy. Submersibles connus sous le nom de « bateaux à cochons », en raison de leurs cabines répugnantes et de la forme inhabituelle de leur coque. |
| F                | 4      | 1909              | 1913                     | En 1920, la classe est désignée SS-20 / SS-23. |
| G,               | 4      | 1909              | 1914                     | Moteur à essence. Le G-1 (SS-19½) établit le record de profondeur en immersion en 1915, à 78 mètres. Il reçoit le numéro de fanion 19½ car les numéros SS-... ont été attribués après son retrait du service. |
| H,               | 9      | 1911              | 1918                     | 3 initialement commandé par l'US Navy. 17 commandés par la marine impériale russe, 11 livrés. Les 6 autres achetés par l'US Navy. Connus sous le nom de « bateaux à cochons », en raison de leurs cabines répugnantes et de la forme inhabituelle de leur coque. |
| K,               | 8      | 1912              | 1912                     | Connus sous le nom de « bateaux à cochons », en raison de leurs cabines répugnantes et de la forme inhabituelle de leur coque. Les K-1 (SS-32), K-2 (SS-33), K-5 (SS-36) et K-6 (SS-37) sont les premiers sous-marins américains déployés pendant la Première Guerre mondiale. |
| L                | 11     | 1914              | 1918                     | Premiers sous-marins américains équipés d'un canon de pont. Connus sous le nom de « bateaux à cochons », en raison de leurs cabines répugnantes et de la forme inhabituelle de leur coque. Conçus pour la défense côtière. |
| M-1              | 1      | 1914              | 1918                     | Sous-marin expérimental de conception double coque. 20 % plus grand que la classe K. Projet considéré comme un échec par la communauté sous-marine de l'époque. |
| N                | 7      | 1915              | 1918                     | Connus sous le nom de « bateaux à cochons », en raison de leurs cabines répugnantes et de la forme inhabituelle de leur coque. Conçus pour mener des patrouilles côtières. |
| O,               | 16     | 1916              | 1918                     | Coût unitaire des navires : 550 000 $. Premiers sous-marins équipés de moteurs diesel fiables. Chaque homme dispose de sa propre couchette et son casier. Les O-11 à O-16 (construit par Lake Torpedo Boat Company, également connu sous le nom de « classe O modifiée ». Celle-ci s'avérera décevante et les navires la composant sont démolis en 1930 ; l'entreprise Lake cessa ses activités en 1925. |
| AA-1             | 3      | 1916              | 1922                     | Rebaptisée ultérieurement « classe T ». Conçue pour parcourir 5 540 milles (8 915,76576 km) à 14 nœuds (25,928 km/h) ; données réelles : 3 000 milles (4 828,032 km) à 11 nœuds (20,372 km/h) (plus faible qu'espéré). Prototypes « sous-marins de la flotte » — sous-marins suffisamment rapides (21 nœuds (38,892 km/h)) conçus pour opérer avec des cuirassés. Submersible de taille deux fois plus grande que ses prédécesseurs. Une mauvaise conception du moteur tandem entraînera le retrait du service des navires en 1923 et leur démolition en 1930. |

## Première Guerre mondiale
| Nom de la classe | Nombre | Pose de la quille | Dernière mise en service | Notes |
| ---------------- | ------ | ----------------- | ------------------------ | --- |
| R,               | 20     | 1917              | 1918                     | Kiosque agrandi pour servir de poste de commandement. Sous-marin équipé de torpille Mark 10 et atteint un rayon d'action de 5 000 milles (8 046,72 km) à 10 nœuds (18,52 km/h). |
| R-21             | 7      | 1917              | 1919                     | Conçue par Simon Lake. Généralement similaire à la classe R, mais plus petite et équipée de tubes lance-torpilles de 18 pouces. Navires démolis en 1930.                        |
| S                | 51     | 1917              | 1922                     | La classe S est subdivisée en quatre groupes comprenant des conceptions différentes.                                                                                            |

## Entre-deux-guerres
| Nom de la classe | Nombre | Pose de [1re] la quille                      | [Dernière] mise en service       | Notes |
| ---------------- | ------ | -------------------------------------------- | -------------------------------- | --- |
| Barracuda        | 3      | USS Barracuda et USS Bass le 20 octobre 1921 | USS Bonita le 22 mai 1926        | |
| Argonaut         | 1      | 1er mai 1925                                 | 2 avril 1928                     | Sous-marin unique ; sous-marin mouilleur de mines                                                                     |
| Narwhal          | 2      | USS Narwhal le 10 mai 1927                   | USS Nautilus le 1er juillet 1930 | |
| Dolphin          | 1      | 14 juin 1930                                 | 1er juin 1932                    | Sous-marin unique |
| Cachalot         | 2      | USS Cachalot le 7 octobre 1931               | USS Cuttlefish le 8 juin 1934    | |
| Porpoise         | 10     | USS Porpoise le 24 octobre 1933              | USS Pompano le 12 juin 1937      | |
| Salmon           | 6      | USS Salmon le 15 avril 1936                  | USS Skipjack le 30 juin 1938     | |
| Sargo            | 10     | USS Sargo le 12 mai 1937                     | USS Seawolf le 1er décembre 1939 | |
| Tambor           | 12     | USS Tambor le 16 janvier 1939                | USS Grayback le 30 juin 1941     | |
| Mackerel         | 2      | USS Mackerel le 6 octobre 1939               | USS Marlin le 1er août 1941      | |
| Gato             | 77     | USS Drum le 11 septembre 1940                | USS Croaker le 21 avril 1944     | L'USS Drum est le seul navire réellement mis en service avant l'entrée des États-Unis dans la Seconde Guerre mondiale |

## Seconde Guerre mondiale
| Nom de la classe | Nombre | Pose de [1re] la quille                                                     | [Dernière] mise en service       | Notes      |
| ---------------- | ------ | --------------------------------------------------------------------------- | -------------------------------- | ---------- |
| Balao            | 120    | USS Devilfish le 31 mars 1942                                               | USS Tiru le 1er septembre 1948   | 62 annulés |
| Tench            | 29     | USS Amberjack, USS Grampus, USS Pickerel et USS Grenadier le 8 février 1944 | USS Grenadier le 10 février 1951 | 51 annulés |

## Guerre froide

### Sous-marins diesel-électrique (SS, SSK et SSG)
| Nom de la classe | Nom de la classe | Nom de la classe | Nom de la classe | Nom de la classe | Nom de la classe | Nombre | Nombre | Pose de [1re] la quille           | Pose de [1re] la quille           | Pose de [1re] la quille           | Pose de [1re] la quille           | Pose de [1re] la quille           | Pose de [1re] la quille           | [Dernière] mise en service      | [Dernière] mise en service      | [Dernière] mise en service      | [Dernière] mise en service      | [Dernière] mise en service      | [Dernière] mise en service      | [Dernière] mise en service      | [Dernière] mise en service      | Notes | Notes | Notes | Notes | Notes | Notes | Notes | Notes | Notes | Notes | Notes | Notes | Notes | Notes | Notes | Notes | Notes | Notes | Notes | Notes | Notes | Notes | Notes | Notes | Notes | Notes | Notes | Notes | Notes | Notes | Notes | Notes | Notes | Notes | Notes | Image [ou de synthèse] |
| ---------------- | ---------------- | ---------------- | ---------------- | ---------------- | ---------------- | ------ | ------ | --------------------------------- | --------------------------------- | --------------------------------- | --------------------------------- | --------------------------------- | --------------------------------- | ------------------------------- | ------------------------------- | ------------------------------- | ------------------------------- | ------------------------------- | ------------------------------- | ------------------------------- | ------------------------------- | --- | --- | --- | --- | --- | --- | --- | --- | --- | --- | --- | --- | --- | --- | --- | --- | --- | --- | --- | --- | --- | --- | --- | --- | --- | --- | --- | --- | --- | --- | --- | --- | --- | --- | --- | ---------------------- |
| Barracuda        | Barracuda        | Barracuda        | Barracuda        | Barracuda        | Barracuda        | 3      | 3      | USS Barracuda le 1er juillet 1949 | USS Barracuda le 1er juillet 1949 | USS Barracuda le 1er juillet 1949 | USS Barracuda le 1er juillet 1949 | USS Barracuda le 1er juillet 1949 | USS Barracuda le 1er juillet 1949 | USS Bonita le 11 janvier 1952   | USS Bonita le 11 janvier 1952   | USS Bonita le 11 janvier 1952   | USS Bonita le 11 janvier 1952   | USS Bonita le 11 janvier 1952   | USS Bonita le 11 janvier 1952   | USS Bonita le 11 janvier 1952   | USS Bonita le 11 janvier 1952   | | | | | | | | | | | | | | | | | | | | | | | | | | | | | | | | | | | |                        |
| Tang             | Tang             | Tang             | Tang             | Tang             | Tang             | 6      | 6      | USS Tang le 18 avril 1949         | USS Tang le 18 avril 1949         | USS Tang le 18 avril 1949         | USS Tang le 18 avril 1949         | USS Tang le 18 avril 1949         | USS Tang le 18 avril 1949         | USS Gudgeon le 21 novembre 1952 | USS Gudgeon le 21 novembre 1952 | USS Gudgeon le 21 novembre 1952 | USS Gudgeon le 21 novembre 1952 | USS Gudgeon le 21 novembre 1952 | USS Gudgeon le 21 novembre 1952 | USS Gudgeon le 21 novembre 1952 | USS Gudgeon le 21 novembre 1952 | | | | | | | | | | | | | | | | | | | | | | | | | | | | | | | | | | | |                        |
| Grayback         | Grayback         | Grayback         | Grayback         | Grayback         | Grayback         | 2      | 2      | USS Grayback le 1er juillet 1954  | USS Grayback le 1er juillet 1954  | USS Grayback le 1er juillet 1954  | USS Grayback le 1er juillet 1954  | USS Grayback le 1er juillet 1954  | USS Grayback le 1er juillet 1954  | USS Growler le 30 août 1958     | USS Growler le 30 août 1958     | USS Growler le 30 août 1958     | USS Growler le 30 août 1958     | USS Growler le 30 août 1958     | USS Growler le 30 août 1958     | USS Growler le 30 août 1958     | USS Growler le 30 août 1958     | Sous-marins lance-missiles embarquant des missiles SSM-N-8A Regulus                                                                 | Sous-marins lance-missiles embarquant des missiles SSM-N-8A Regulus                                                                 | Sous-marins lance-missiles embarquant des missiles SSM-N-8A Regulus                                                                 | Sous-marins lance-missiles embarquant des missiles SSM-N-8A Regulus                                                                 | Sous-marins lance-missiles embarquant des missiles SSM-N-8A Regulus                                                                 | Sous-marins lance-missiles embarquant des missiles SSM-N-8A Regulus                                                                 | Sous-marins lance-missiles embarquant des missiles SSM-N-8A Regulus                                                                 | Sous-marins lance-missiles embarquant des missiles SSM-N-8A Regulus                                                                 | Sous-marins lance-missiles embarquant des missiles SSM-N-8A Regulus                                                                 | Sous-marins lance-missiles embarquant des missiles SSM-N-8A Regulus                                                                 | Sous-marins lance-missiles embarquant des missiles SSM-N-8A Regulus                                                                 | Sous-marins lance-missiles embarquant des missiles SSM-N-8A Regulus                                                                 | Sous-marins lance-missiles embarquant des missiles SSM-N-8A Regulus                                                                 | Sous-marins lance-missiles embarquant des missiles SSM-N-8A Regulus                                                                 | Sous-marins lance-missiles embarquant des missiles SSM-N-8A Regulus                                                                 | Sous-marins lance-missiles embarquant des missiles SSM-N-8A Regulus                                                                 | Sous-marins lance-missiles embarquant des missiles SSM-N-8A Regulus                                                                 | Sous-marins lance-missiles embarquant des missiles SSM-N-8A Regulus                                                                 | Sous-marins lance-missiles embarquant des missiles SSM-N-8A Regulus                                                                 | Sous-marins lance-missiles embarquant des missiles SSM-N-8A Regulus                                                                 | Sous-marins lance-missiles embarquant des missiles SSM-N-8A Regulus                                                                 | Sous-marins lance-missiles embarquant des missiles SSM-N-8A Regulus                                                                 | Sous-marins lance-missiles embarquant des missiles SSM-N-8A Regulus                                                                 | Sous-marins lance-missiles embarquant des missiles SSM-N-8A Regulus                                                                 | Sous-marins lance-missiles embarquant des missiles SSM-N-8A Regulus                                                                 | Sous-marins lance-missiles embarquant des missiles SSM-N-8A Regulus                                                                 | Sous-marins lance-missiles embarquant des missiles SSM-N-8A Regulus                                                                 | Sous-marins lance-missiles embarquant des missiles SSM-N-8A Regulus                                                                 | Sous-marins lance-missiles embarquant des missiles SSM-N-8A Regulus                                                                 | Sous-marins lance-missiles embarquant des missiles SSM-N-8A Regulus                                                                 | Sous-marins lance-missiles embarquant des missiles SSM-N-8A Regulus                                                                 | Sous-marins lance-missiles embarquant des missiles SSM-N-8A Regulus                                                                 | Sous-marins lance-missiles embarquant des missiles SSM-N-8A Regulus                                                                 | Sous-marins lance-missiles embarquant des missiles SSM-N-8A Regulus                                                                 | Sous-marins lance-missiles embarquant des missiles SSM-N-8A Regulus                                                                 |                        |
| Darter           | Darter           | Darter           | Darter           | Darter           | Darter           | 1      | 1      | 10 novembre 1954                  | 10 novembre 1954                  | 10 novembre 1954                  | 10 novembre 1954                  | 10 novembre 1954                  | 10 novembre 1954                  | 20 octobre 1956                 | 20 octobre 1956                 | 20 octobre 1956                 | 20 octobre 1956                 | 20 octobre 1956                 | 20 octobre 1956                 | 20 octobre 1956                 | 20 octobre 1956                 | Sous-marin unique | Sous-marin unique | Sous-marin unique | Sous-marin unique | Sous-marin unique | Sous-marin unique | Sous-marin unique | Sous-marin unique | Sous-marin unique | Sous-marin unique | Sous-marin unique | Sous-marin unique | Sous-marin unique | Sous-marin unique | Sous-marin unique | Sous-marin unique | Sous-marin unique | Sous-marin unique | Sous-marin unique | Sous-marin unique | Sous-marin unique | Sous-marin unique | Sous-marin unique | Sous-marin unique | Sous-marin unique | Sous-marin unique | Sous-marin unique | Sous-marin unique | Sous-marin unique | Sous-marin unique | Sous-marin unique | Sous-marin unique | Sous-marin unique | Sous-marin unique | Sous-marin unique |                        |
| Barbel           | Barbel           | Barbel           | Barbel           | Barbel           | Barbel           | 3      | 3      | USS Barbel le 18 mai 1956         | USS Barbel le 18 mai 1956         | USS Barbel le 18 mai 1956         | USS Barbel le 18 mai 1956         | USS Barbel le 18 mai 1956         | USS Barbel le 18 mai 1956         | USS Blueback le 15 octobre 1959 | USS Blueback le 15 octobre 1959 | USS Blueback le 15 octobre 1959 | USS Blueback le 15 octobre 1959 | USS Blueback le 15 octobre 1959 | USS Blueback le 15 octobre 1959 | USS Blueback le 15 octobre 1959 | USS Blueback le 15 octobre 1959 | Premiers sous-marins de série à Coque en goutte d'eau. Il s'agit des derniers sous-marins à propulsion conventionnelle de l'US Navy | Premiers sous-marins de série à Coque en goutte d'eau. Il s'agit des derniers sous-marins à propulsion conventionnelle de l'US Navy | Premiers sous-marins de série à Coque en goutte d'eau. Il s'agit des derniers sous-marins à propulsion conventionnelle de l'US Navy | Premiers sous-marins de série à Coque en goutte d'eau. Il s'agit des derniers sous-marins à propulsion conventionnelle de l'US Navy | Premiers sous-marins de série à Coque en goutte d'eau. Il s'agit des derniers sous-marins à propulsion conventionnelle de l'US Navy | Premiers sous-marins de série à Coque en goutte d'eau. Il s'agit des derniers sous-marins à propulsion conventionnelle de l'US Navy | Premiers sous-marins de série à Coque en goutte d'eau. Il s'agit des derniers sous-marins à propulsion conventionnelle de l'US Navy | Premiers sous-marins de série à Coque en goutte d'eau. Il s'agit des derniers sous-marins à propulsion conventionnelle de l'US Navy | Premiers sous-marins de série à Coque en goutte d'eau. Il s'agit des derniers sous-marins à propulsion conventionnelle de l'US Navy | Premiers sous-marins de série à Coque en goutte d'eau. Il s'agit des derniers sous-marins à propulsion conventionnelle de l'US Navy | Premiers sous-marins de série à Coque en goutte d'eau. Il s'agit des derniers sous-marins à propulsion conventionnelle de l'US Navy | Premiers sous-marins de série à Coque en goutte d'eau. Il s'agit des derniers sous-marins à propulsion conventionnelle de l'US Navy | Premiers sous-marins de série à Coque en goutte d'eau. Il s'agit des derniers sous-marins à propulsion conventionnelle de l'US Navy | Premiers sous-marins de série à Coque en goutte d'eau. Il s'agit des derniers sous-marins à propulsion conventionnelle de l'US Navy | Premiers sous-marins de série à Coque en goutte d'eau. Il s'agit des derniers sous-marins à propulsion conventionnelle de l'US Navy | Premiers sous-marins de série à Coque en goutte d'eau. Il s'agit des derniers sous-marins à propulsion conventionnelle de l'US Navy | Premiers sous-marins de série à Coque en goutte d'eau. Il s'agit des derniers sous-marins à propulsion conventionnelle de l'US Navy | Premiers sous-marins de série à Coque en goutte d'eau. Il s'agit des derniers sous-marins à propulsion conventionnelle de l'US Navy | Premiers sous-marins de série à Coque en goutte d'eau. Il s'agit des derniers sous-marins à propulsion conventionnelle de l'US Navy | Premiers sous-marins de série à Coque en goutte d'eau. Il s'agit des derniers sous-marins à propulsion conventionnelle de l'US Navy | Premiers sous-marins de série à Coque en goutte d'eau. Il s'agit des derniers sous-marins à propulsion conventionnelle de l'US Navy | Premiers sous-marins de série à Coque en goutte d'eau. Il s'agit des derniers sous-marins à propulsion conventionnelle de l'US Navy | Premiers sous-marins de série à Coque en goutte d'eau. Il s'agit des derniers sous-marins à propulsion conventionnelle de l'US Navy | Premiers sous-marins de série à Coque en goutte d'eau. Il s'agit des derniers sous-marins à propulsion conventionnelle de l'US Navy | Premiers sous-marins de série à Coque en goutte d'eau. Il s'agit des derniers sous-marins à propulsion conventionnelle de l'US Navy | Premiers sous-marins de série à Coque en goutte d'eau. Il s'agit des derniers sous-marins à propulsion conventionnelle de l'US Navy | Premiers sous-marins de série à Coque en goutte d'eau. Il s'agit des derniers sous-marins à propulsion conventionnelle de l'US Navy | Premiers sous-marins de série à Coque en goutte d'eau. Il s'agit des derniers sous-marins à propulsion conventionnelle de l'US Navy | Premiers sous-marins de série à Coque en goutte d'eau. Il s'agit des derniers sous-marins à propulsion conventionnelle de l'US Navy | Premiers sous-marins de série à Coque en goutte d'eau. Il s'agit des derniers sous-marins à propulsion conventionnelle de l'US Navy | Premiers sous-marins de série à Coque en goutte d'eau. Il s'agit des derniers sous-marins à propulsion conventionnelle de l'US Navy | Premiers sous-marins de série à Coque en goutte d'eau. Il s'agit des derniers sous-marins à propulsion conventionnelle de l'US Navy | Premiers sous-marins de série à Coque en goutte d'eau. Il s'agit des derniers sous-marins à propulsion conventionnelle de l'US Navy | Premiers sous-marins de série à Coque en goutte d'eau. Il s'agit des derniers sous-marins à propulsion conventionnelle de l'US Navy | Premiers sous-marins de série à Coque en goutte d'eau. Il s'agit des derniers sous-marins à propulsion conventionnelle de l'US Navy |                        |

### Sous-marins nucléaires d'attaque (SSN)
| Nom de la classe    | Nombre | Pose de [1re] la quille           | [Dernière] mise en service             | Notes | Image [ou de synthèse] |
| ------------------- | ------ | --------------------------------- | -------------------------------------- | --- | ---------------------- |
| Nautilus            | 1      | 14 juin 1952                      | 30 septembre 1954                      | Premier navire à propulsion nucléaire ; conception de la coque agrandie                                                               |                        |
| Seawolf             | 1      | 7 décembre 1953                   | 30 mars 1957                           | Sous-marin unique ; réacteur S2G refroidi par métal liquide (sodium) (remplacé par un réacteur à eau sous pression en 1959)           |                        |
| Skate               | 4      | USS Skate le 21 juillet 1955      | USS Seadragon le 5 décembre 1959       | |                        |
| Skipjack            | 6      | USS Skipjack le 29 mai 1956       | USS Snook le 24 octobre 1961           | Première classe de sous-marins nucléaires à coque en goutte d'eau. L'USS Scorpion perdu en mer en 1968                                |                        |
| Thresher/Permit     | 14     | USS Thresher le 28 mai 1958       | USS Gato le 25 janvier 1968            | Première classe équipée d'un nouveau sonar d'étrave. Connue sous le nom de classe Thresher jusqu'à la perte de l'USS Thresher en 1963 |                        |
| Tullibee            | 1      | 26 mai 1958                       | 9 novembre 1960                        | Sous-marin unique ; transmission turbo-électrique                                                                                     |                        |
| Sturgeon            | 37     | USS Sturgeon le 10 août 1963      | USS Richard B. Russell le 16 août 1975 | Refonte de la classe Permit en prenant compte des leçons tirées de la perte du Thresher                                               |                        |
| Narwhal             | 1      | 17 janvier 1966                   | 12 juillet 1969                        | Sous-marin unique ; équipé du réacteur S5G à circulation naturelle                                                                    |                        |
| Glenard P. Lipscomb | 1      | 5 juin 1971                       | 21 décembre 1974                       | Sous-marin unique ; transmission turbo-électrique                                                                                     |                        |
| Los Angeles         | 62     | USS Los Angeles le 8 janvier 1972 | USS Cheyenne le 13 septembre 1996      | |                        |
| Seawolf             | 3      | USS Seawolf le 25 octobre 1989    | USS Jimmy Carter le 19 février 2005    | Les coûts élevés de ces bâtiments et la disparition de la menace soviétique n'entraîneront la construction que de trois submersibles  |                        |

### Sous-marins nucléaires lanceurs de missiles de croisière (SSGN)
| Nom de la classe | Nom de la classe | Nom de la classe | Nom de la classe | Nom de la classe | Nombre | Nombre | Pose de la quille | Pose de la quille | Pose de la quille | Pose de la quille | Pose de la quille | Pose de la quille | Pose de la quille | Mise en service | Mise en service | Mise en service | Mise en service | Mise en service | Mise en service | Mise en service | Mise en service | Mise en service | Notes                                                 | Notes                                                 | Notes                                                 | Notes                                                 | Notes                                                 | Notes                                                 | Notes                                                 | Notes                                                 | Notes                                                 | Notes                                                 | Notes                                                 | Notes                                                 | Notes                                                 | Notes                                                 | Notes                                                 | Notes                                                 | Notes                                                 | Notes                                                 | Notes                                                 | Notes                                                 | Notes                                                 | Notes                                                 | Notes                                                 | Notes                                                 | Notes                                                 | Notes                                                 | Notes                                                 | Image |
| ---------------- | ---------------- | ---------------- | ---------------- | ---------------- | ------ | ------ | ----------------- | ----------------- | ----------------- | ----------------- | ----------------- | ----------------- | ----------------- | --------------- | --------------- | --------------- | --------------- | --------------- | --------------- | --------------- | --------------- | --------------- | ----------------------------------------------------- | ----------------------------------------------------- | ----------------------------------------------------- | ----------------------------------------------------- | ----------------------------------------------------- | ----------------------------------------------------- | ----------------------------------------------------- | ----------------------------------------------------- | ----------------------------------------------------- | ----------------------------------------------------- | ----------------------------------------------------- | ----------------------------------------------------- | ----------------------------------------------------- | ----------------------------------------------------- | ----------------------------------------------------- | ----------------------------------------------------- | ----------------------------------------------------- | ----------------------------------------------------- | ----------------------------------------------------- | ----------------------------------------------------- | ----------------------------------------------------- | ----------------------------------------------------- | ----------------------------------------------------- | ----------------------------------------------------- | ----------------------------------------------------- | ----------------------------------------------------- | ----------------------------------------------------- | ----- |
| Halibut          | Halibut          | Halibut          | Halibut          | Halibut          | 1      | 1      | 11 avril 1957     | 11 avril 1957     | 11 avril 1957     | 11 avril 1957     | 11 avril 1957     | 11 avril 1957     | 11 avril 1957     | 4 janvier 1960  | 4 janvier 1960  | 4 janvier 1960  | 4 janvier 1960  | 4 janvier 1960  | 4 janvier 1960  | 4 janvier 1960  | 4 janvier 1960  | 4 janvier 1960  | Sous-marin unique ; sous-marin lance-missiles Regulus | Sous-marin unique ; sous-marin lance-missiles Regulus | Sous-marin unique ; sous-marin lance-missiles Regulus | Sous-marin unique ; sous-marin lance-missiles Regulus | Sous-marin unique ; sous-marin lance-missiles Regulus | Sous-marin unique ; sous-marin lance-missiles Regulus | Sous-marin unique ; sous-marin lance-missiles Regulus | Sous-marin unique ; sous-marin lance-missiles Regulus | Sous-marin unique ; sous-marin lance-missiles Regulus | Sous-marin unique ; sous-marin lance-missiles Regulus | Sous-marin unique ; sous-marin lance-missiles Regulus | Sous-marin unique ; sous-marin lance-missiles Regulus | Sous-marin unique ; sous-marin lance-missiles Regulus | Sous-marin unique ; sous-marin lance-missiles Regulus | Sous-marin unique ; sous-marin lance-missiles Regulus | Sous-marin unique ; sous-marin lance-missiles Regulus | Sous-marin unique ; sous-marin lance-missiles Regulus | Sous-marin unique ; sous-marin lance-missiles Regulus | Sous-marin unique ; sous-marin lance-missiles Regulus | Sous-marin unique ; sous-marin lance-missiles Regulus | Sous-marin unique ; sous-marin lance-missiles Regulus | Sous-marin unique ; sous-marin lance-missiles Regulus | Sous-marin unique ; sous-marin lance-missiles Regulus | Sous-marin unique ; sous-marin lance-missiles Regulus | Sous-marin unique ; sous-marin lance-missiles Regulus | Sous-marin unique ; sous-marin lance-missiles Regulus | Sous-marin unique ; sous-marin lance-missiles Regulus |       |

### Sous-marin nucléaire lanceur d'engins (SNLE)
| Nom de la classe  | Nombre | Pose de [1re] la quille                    | [Dernière] mise en service               | Notes                                                                      | Image [ou de synthèse] |
| ----------------- | ------ | ------------------------------------------ | ---------------------------------------- | -------------------------------------------------------------------------- | ---------------------- |
| George Washington | 5      | USS George Washington le 1er novembre 1957 | USS Abraham Lincoln le 11 mars 1961      |                                                                            |                        |
| Ethan Allen       | 5      | USS Ethan Allen le 14 septembre 1959       | USS Thomas Jefferson le 4 janvier 1963   | L'Ethan Allen est le premier SNLE à lancer un missile mer-sol Polaris A-2  |                        |
| Lafayette         | 9      | USS Lafayette le 17 janvier 1961           | USS Daniel Webster le 9 avril 1964       |                                                                            |                        |
| James Madison     | 10     | USS Daniel Boone le 6 février 1962         | USS Nathanael Greene le 19 décembre 1964 |                                                                            |                        |
| Benjamin Franklin | 12     | USS Benjamin Franklin le 25 mai 1963       | USS Will Rogers le 1er avril 1967        | Conception repensée en utilisant les leçons tirées de la perte du Thresher |                        |
| Ohio              | 18     | USS Ohio le 10 avril 1976                  | USS Louisiana le 6 septembre 1997        |                                                                            |                        |

### Véhicules d'immersion profonde (DSV)
| Nom de la classe | Nombre | Pose de [1re] la quille    | [Dernière] mise en service | Notes | Image |
| ---------------- | ------ | -------------------------- | -------------------------- | --- | ----- |
| Trieste          | 2      | Trieste en 1958            | Trieste II en 1969         | Le Trieste est le premier sous-marin à atteindre le Challenger Deep par le Suisse Jacques Piccard et le lieutenant de la marine américaine Don Walsh en 1960. |       |
| Alvin            | 4      | DSV-2 Alvin le 5 juin 1964 | DSV-5 Nemo en 1970         | |       |
| NR-1             | 1      | 10 juin 1967               | 27 octobre 1969            | |       |

### Sous-marins divers (SST, SSR, AGSS et SSRN)
| Nom de la classe | Nombre | Pose de [1re] la quille                         | [Dernière] mise en service                      | Notes |
| ---------------- | ------ | ----------------------------------------------- | ----------------------------------------------- | --- |
| Albacore         | 1      | 15 mars 1952                                    | 6 décembre 1953                                 | Sous-marin unique ; coque en goutte d'eau ; aucune arme équipé |
| T-1              | 2      | USS T-1, puis le USS Mackerel le 1er avril 1952 | USS T-2, puis le USS Marlin le 20 novembre 1953 | Sous-marins d'entraînement et d'expérimentation |
| Sailfish         | 2      | USS Sailfish le 8 décembre 1953                 | USS Salmon le 25 août 1956                      | Piquet radar |
| Triton           | 1      | 29 mai 1956                                     | 10 novembre 1959                                | Sous-marin unique ; piquet radar |
| Dolphin          | 1      | 9 novembre 1962                                 | 17 août 1968                                    | Sous-marin unique ; recherche et développement pour les technologies en plongée profonde ; dernier sous-marin diesel-électrique opérationnel de l'US Navy ; désarmé le 15 janvier 2007 |

## Après-guerre froide
| Nom de la classe | Nombre     | Pose de [1re] la quille          | [Dernière] mise en service | Notes                                                           |
| ---------------- | ---------- | -------------------------------- | -------------------------- | --------------------------------------------------------------- |
| Virginia         | 66 (prévu) | USS Virginia le 2 septembre 1999 |                            | 21 submersibles en service en 2022                              |
| Columbia         | 12 (prévu) | USS District of Columbia (prévu) |                            | Le premier navire de sa classe est actuellement en construction |